# Rochester (Iowa)
Rochester è un census-designated place (CDP) degli Stati Uniti d'America della contea di Cedar nello Stato dell'Iowa. La popolazione era di 133 abitanti al censimento del 2010.

## Geografia fisica
Secondo lo United States Census Bureau, il CDP ha una superficie totale di 2,53 km², dei quali 2,47 km² di territorio e 0,06 km² di acque interne (2,46% del totale).
Rochester si trova nell'Iowa orientale, precisamente nel centro-sud della contea di Cedar, lungo la riva nord del fiume Cedar. La County Road F44 attraversa il fiume appena a sud della comunità e la Interstate 80 all'uscita 265 si trova a 2 miglia (3,2 km) a sud.

## Storia
Rochester deve il suo nome all'omonima città nello stato di New York, nota per i suoi mulini, a causa della sua posizione sul fiume Cedar.

## Società

### Evoluzione demografica
Secondo il censimento del 2010, la popolazione era di 133 abitanti.

### Etnie e minoranze straniere
Secondo il censimento del 2010, la composizione etnica del CDP era formata dal 99,25% di bianchi, lo 0% di afroamericani, lo 0% di nativi americani, lo 0% di asiatici, lo 0% di oceanici, lo 0% di altre razze, e lo 0,75% di due o più etnie. Ispanici o latinos di qualunque razza erano lo 0,75% della popolazione.